# Ремон V Тулуски
Ремон V од Тулузе (окситански: Ramon; око 1134. - око 1194.) био је гроф Тулузе од 1148. године до своје смрти 1194. године.

## Биографија
Ремон је био син Алфонса Жордана, односно унук Ремона IV од Тулузе, знаменитог учесника Првог крсташког рата (1096-1099). Када му је отац погинуо 1148. године у Другом крсташком рату, грофовија Тулуза прешла је у његове руке. Тада је Ремон V имао четрнаест година. Током Ремонове владавине, сазвана је прва скупштина у Тулузи, претеча каснијих капитула. Ремон је 1178. године тражио помоћ цистерцита у борби против јереси у својој грофовији. Вејкфилд је сматрао да се Ремон желео показати браниоцем хришћанске вере због притиска који је на њега вршио Алфонсо II Арагонски са запада.
Ремон се 1153/6. године оженио Констанцом Француском, ћерком краља Луја VI и Аделаиде од Савоје. Констанца је била удовица Еустасија IV од Булоња. Имали су петоро деце:
- Ремон VI од Тулузе, наследио оца на престолу.
- Аубри, умро 1180.
- Аделаида од Тулузе, удата за Роџера II Транкавела (1171), умрла 1199. године.
- Балдуин, рођен 1165. године, погубљен по наређењу Ремона VI 1214. године. Био је вереник Ричезе Пољске, удовице Рамона Беренгера II.
- ванбрачна ћерка

## Породично стабло
|  |                    |  |  |  |  |  |  |  |  |  |  |  |  |  |  |  |
|  | 2. Алфонс Жордан   |  |  |  |  |  |  |  |  |  |  |  |  |  |  |  |
|  |                    |  |  |  |  |  |  |  |  |  |  |  |  |  |  |  |
|  |                    |  |  |  |  |  |  |  |  |  |  |  |  |  |  |  |
|  | 1. Ремон V Тулуски |  |  |  |  |  |  |  |  |  |  |  |  |  |  |  |
|  |                    |  |  |  |  |  |  |  |  |  |  |  |  |  |  |  |
|  |                    |  |  |  |  |  |  |  |  |  |  |  |  |  |  |  |
|  | 3.                 |  |  |  |  |  |  |  |  |  |  |  |  |  |  |  |
|  |                    |  |  |  |  |  |  |  |  |  |  |  |  |  |  |  |
|  |                    |  |  |  |  |  |  |  |  |  |  |  |  |  |  |  |